# Каид

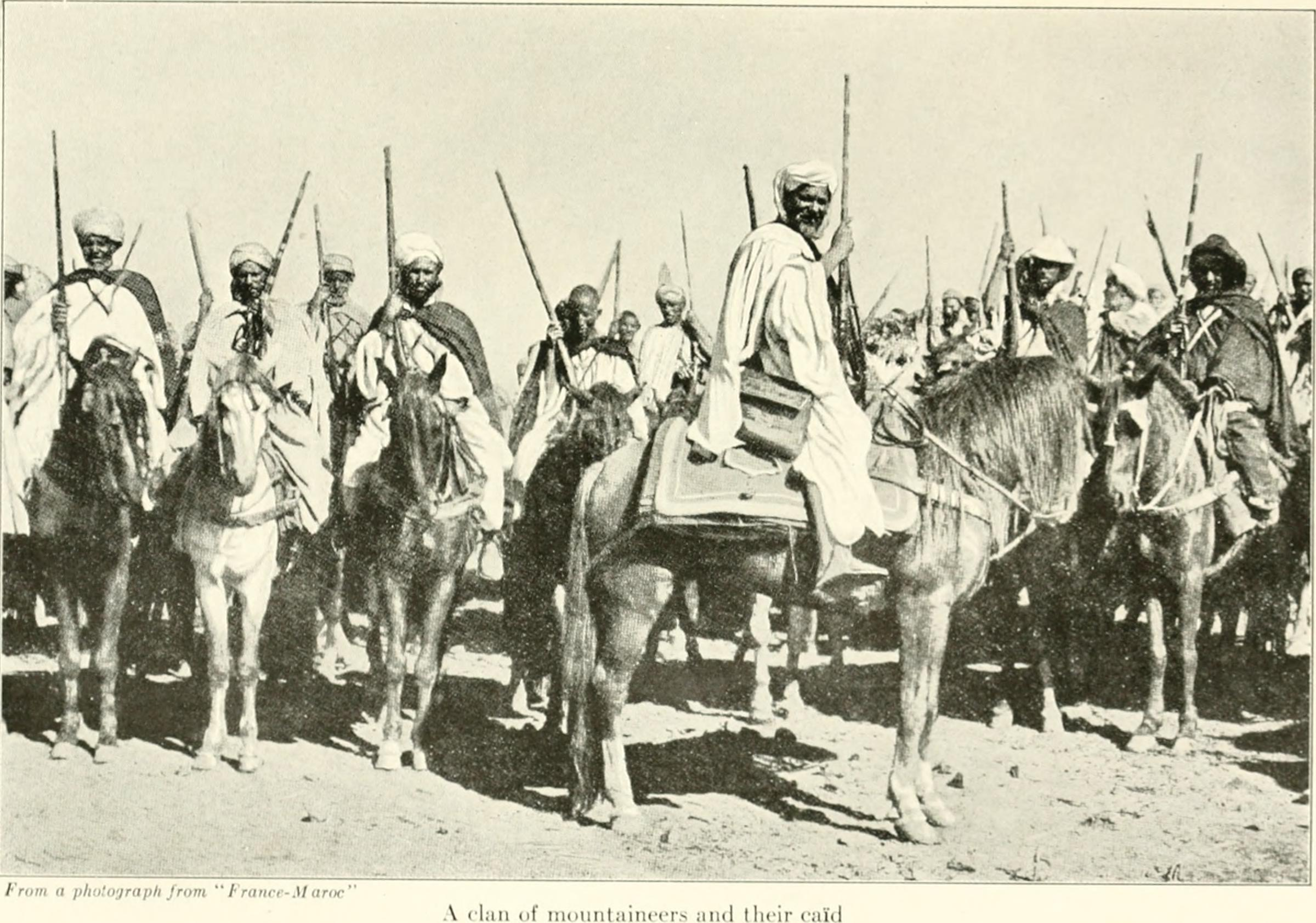
Группа горцев во главе с каидом в Марокко в 1920-х годах

Ка́ид (от араб. قائد‎ каид — «вождь, предводитель») — представитель центральной власти в Северо-Западной Африке.

## В Магрибе

### Марокко
В период утверждения власти династии Алауитов, марокканскую государственность отличала значительная децентрализация. Так, назначение каида провинции зависело не только от воли султана, но и от пожеланий местного населения. В то же время каиды на местах располагали абсолютной властью, что создавало плодотворную почву для сепаратизма. Даже в начале XX века в сельской местности власть полностью принадлежала шерифской знати и каидам.
В южной части Марокко, в Новое время наместник султана до французского протектората, эквивалент губернатора во время протектората.
Должность была упразднена в Алжире и Тунисе в 1950—1960-е годы, сохранилась в Марокко.

### Тунис
Правительство Туниса в период протектората состояло из французских чиновников, которые на правах министров возглавляли генеральные управления финансов, просвещения и искусств, общественных работ, почт и телеграфа, экономических дел (земледелия, торговли и колонизации) и безопасности, а также двух бейских министров — великого везира, или первого министра, и министра пера, ведавшего тунисским протоколом. При первом министре имелся Государственный отдел (Section d’Etat), в задачи которой входило мониторинг деятельности каидской администрации, хабусов, духовного образования и религиозных братств. При тунисском правительстве имелся аппарат генерального секретаря, который играл особую роль в функционировании правительственной машины. Этот французский чиновник, непосредственно подчинённый генеральному резиденту, контролировал и координировал работу всех центральных ведомств и министерств Туниса. Без его утверждения правительственные постановления и важнейшие распоряжения министерств не имели законной силы. Данный аппарат был создан в 1883 году для консультирования премьер-министра, контроля и координации работы бюрократии.
На местах власть была у представителей колониальной администрации — гражданских контролеров, которые назначались напрямую генеральным резидентом, и подчинённый им аппарат местной бейской, или каидской администрации. После установления режима протектората управление Туниса было сильно централизовано и перестроено по административно-территориальному принципу вместо ранее существовавшего деления по родо-племенному признаку.
Протекторат Тунис был разделён на 37 административно-территориальных единиц — каидатов, во главе которых стояли каиды — окружные начальники, в задачи которых входило осуществление на местах административной, финансовой и судебной власти. На данные должности обычно назначались представители «крупных земельных собственников и представителей старых и уважаемых семей».
В период французского протектората, функции каидов и шейхов остались неизменными — сбор налогов и поддержание порядка в деревне. Местная жандармерия служила под началом каидов, которые работали в тесном сотрудничестве со статс-секретарём французской полиции. Назначенные беем по рекомендации генерала-резидента, каиды и шейхи должны были стать важным связующим звеном между французскими колониальными властями и сельским населением. С течением времени, сельское население стало рассматривать каидов как агентов французской колониальной адмнинистрации.
Указ, опубликованный 13 июля 1922 года, учредил советы кайдатов, советы регионов и Большой совет Туниса.